# Міроткі (Поморське воєводство)
Міроткі (пол. Mirotki, нім. Mirotken) — село в Польщі, у гміні Скурч Староґардського повіту Поморського воєводства.
Населення — 448 осіб (2011).
У 1975-1998 роках село належало до Гданського воєводства.

## Демографія
Демографічна структура станом на 31 березня 2011 року:
|          | Загалом | Допрацездатний вік | Працездатний вік | Постпрацездатний вік |
| -------- | ------- | ------------------ | ---------------- | -------------------- |
| Чоловіки | 224     | 37                 | 165              | 22                   |
| Жінки    | 224     | 52                 | 131              | 41                   |
| Разом    | 448     | 89                 | 296              | 63                   |